# Gobiomorphus
Gobiomorphus – rodzaj ryb z rodziny eleotrowatych.

## Klasyfikacja
Gatunki zaliczane do tego rodzaju:

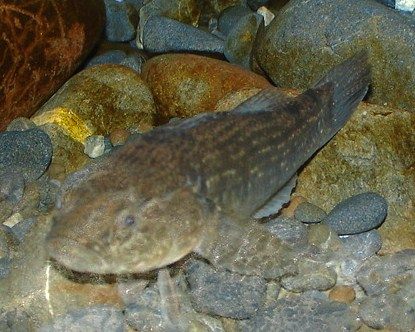
Gobiomorphus alpinus
- Gobiomorphus australis – śpioszka brązowozłota[3]
- Gobiomorphus basalis
- Gobiomorphus breviceps
- Gobiomorphus cotidianus
- Gobiomorphus coxii
- Gobiomorphus gobioides
- Gobiomorphus hubbsi
- Gobiomorphus huttoni

- Gobiomorphus gobioides